# Köylütolu
Köylütolu ist ein früheres Dorf und heute ein Ortsteil von Kadınhanı im gleichnamigen Bezirk der türkischen Provinz Konya.
Köylütolu liegt im Süden des Bezirks, etwa acht Kilometer westlich von Kadınhanı und 55 Kilometer nordwestlich des Provinzzentrums Konya. Der Ort liegt südlich der Fernstraße D-300, die Kadınhanı mit Konya im Süden sowie mit Ilgın und Akşehir im Westen verbindet. 
In der Umgebung von Köylütolu wurde 1884 ein Kalksteinblock mit der hethitischen Inschrift von Köylütolu aus dem 13. Jahrhundert v. Chr. gefunden. Sie ist in luwischen Hieroglyphen abgefasst, der Block ist heute im Museum für anatolische Zivilisationen in Ankara ausgestellt.